# الواجهات الثلاث لنزل الزيتونة
الواجهات الثلاث لنزل الزيتونة  هو معلم أثري تونسي مصنف من قبل المعهد الوطني للتراث يقع في ولاية صفاقس في الجنوب الشرقي التونسي، تحديدا في مدينة صفاقس تم تصنيف المعلم في يوم 1 سبتمبر 2000.

## مقالات ذات صلة
- قائمة المعالم الأثرية المصنفة في تونس